# 黄绥诰
黄绥诰（？—？），江西人，清朝政治人物。
黄绥诰曾于道光九年接替沈钦霖任兴化府知府一职，道光十年由托浑布接任。